# Lakhenpur
Lakhenpur è una città dell'India di 1.521 abitanti, situata nel distretto di Kathua, nel territorio del Jammu e Kashmir. In base al numero di abitanti la città rientra nella classe VI (meno di 5.000 persone).

## Geografia fisica
La città è situata a 32° 24' 38 N e 75° 36' 52 E.

## Società

### Evoluzione demografica
Al censimento del 2001 la popolazione di Lakhenpur assommava a 1.521 persone, delle quali 802 maschi e 719 femmine. I bambini di età inferiore o uguale ai sei anni assommavano a 179, dei quali 100 maschi e 79 femmine. Infine, coloro che erano in grado di saper almeno leggere e scrivere erano 1.173, dei quali 650 maschi e 523 femmine.